# Chorlton-on-Medlock

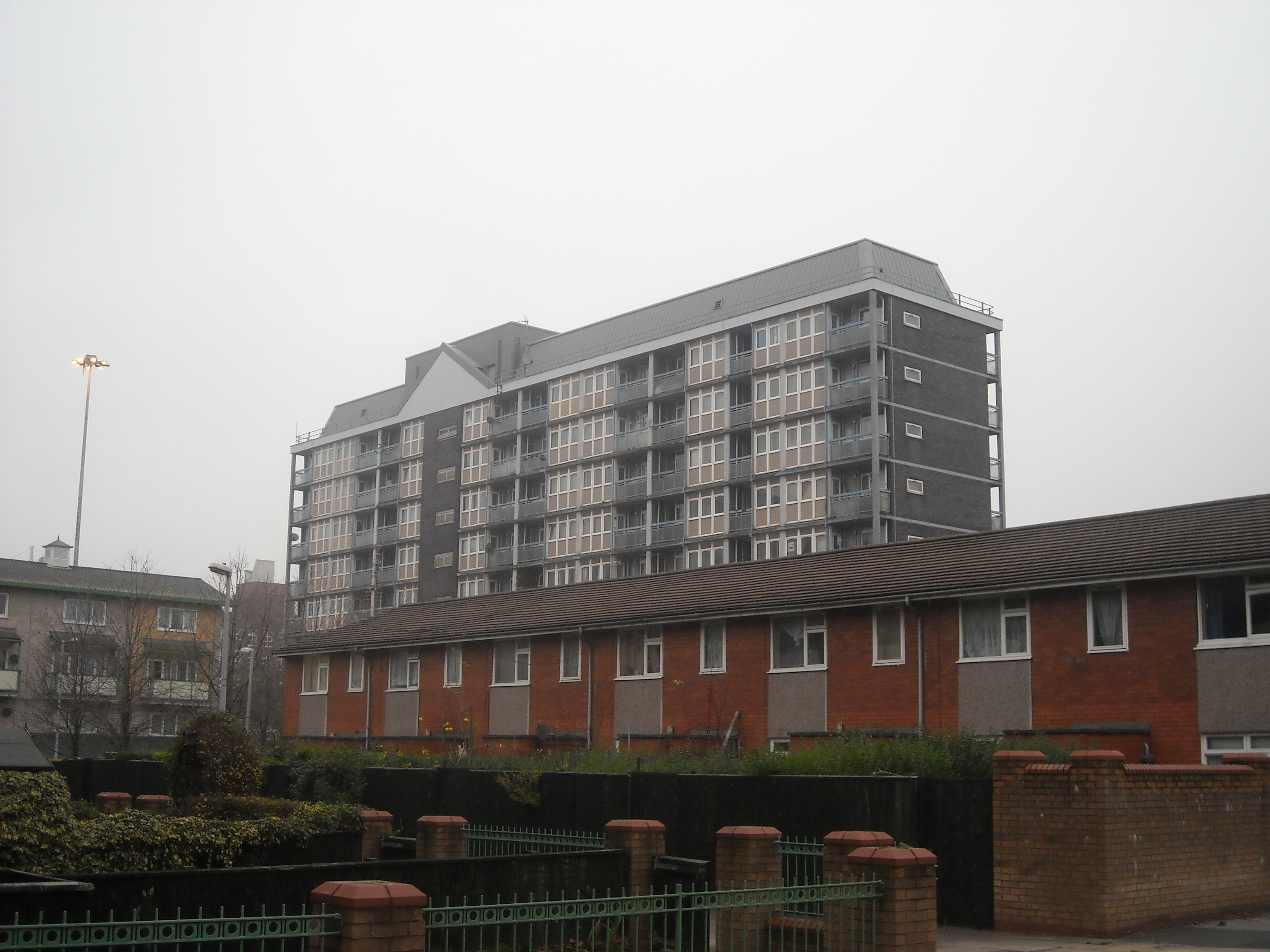
Chorlton-on-Medlock.

Chorlton-on-Medlock è un'area del centro di Manchester, nel nord-ovest dell'Inghilterra.
In origine Chorlton-on-Medlock era situata nel Lancashire. Questa antica città oggi inclusa in Manchester è delimitata a nord dal fiume Medlock, che passa immediatamente a sud del centro della città di Manchester. Confina sugli altri lati con Stockport Road, Hathersage Road, Moss Lane East e Boundary Lane.
Da non confondere con Chorlton-cum-Hardy, altro sobborgo di Manchester.